# Aldrovandia affinis
Aldrovandia affinis är en fiskart som först beskrevs av Günther, 1877.  Aldrovandia affinis ingår i släktet Aldrovandia och familjen Halosauridae. Inga underarter finns listade i Catalogue of Life.

## Bildgalleri

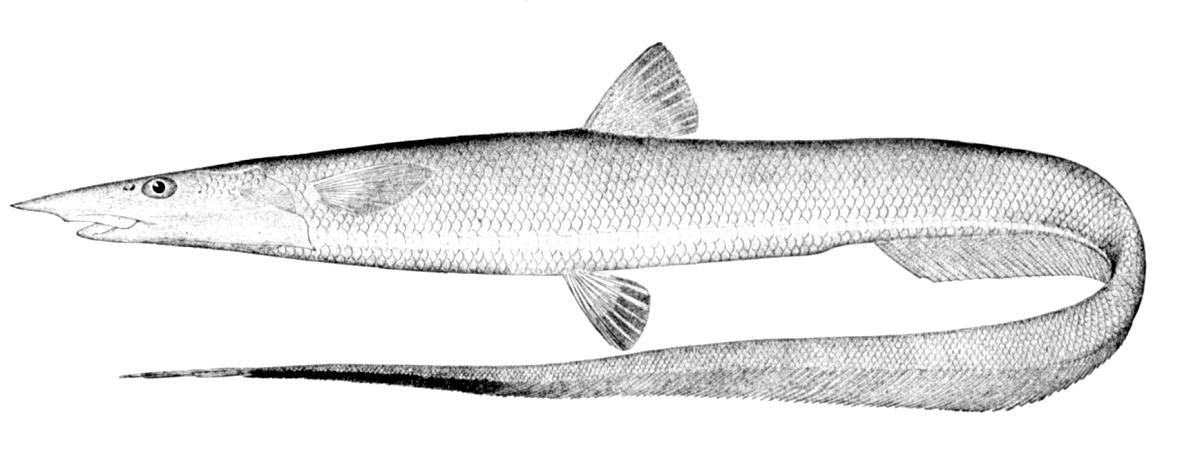